# Ralph Richardson
Sir Ralph Richardson (Cheltenham, 19 de dezembro de 1902 — Marylebone, 10 de outubro de 1983) foi um ator britânico nascido na Inglaterra.

## Biografia
Filho de um professor de arte, ele começou a carreira artística como pintor. Passou depois para o Jornalismo antes de se dedicar aos palcos. Sua trajetória começou em 1920 com o Grupo St. Nicholas Players e seu primeiro papel de destaque foi na peça O Mercador de Veneza.
Nos anos 1930 interpretou filmes e peças de teatro que lhe deram fama, sendo nomeado cavaleiro pela rainha da Inglaterra em 1947 e se transformando em uma das mais aclamadas figuras do teatro britânico. Trabalhou em quase duzentas peças e em mais de cem filmes, entre eles clássicos como Anna Karenina, Exodus, Spartacus e Doutor Jivago.

## Filmografia
- Friday the Thirteenth - (1933)
- The Ghoul - (1933)
- The Return of Bulldog Drummond - (1934)
- Java Head - (1934)
- Thunder in the Air - (1934)
- The King of Paris - (1934)
- Bulldog Jack - (1935)
- The Man Who Could Work Miracles - (1936)
- Things to Come - (1936)
- Thunder in the City - (1937)
- The Citadel - (1938)
- South Riding - (1938)
- The Divorce of Lady X - (1938)
- The Lion Has Wings - (1939)
- Smith - (1939)
- The Four Feathers - (1939)
- Q Planes - (1939)
- On the Night of the Fire - (1940)
- The Day Will Dawn - (1942)
- The Silver Fleet - (1943)
- School for Secrets - (1946)
- Anna Karenina - (1948)
- The Fallen Idol - (1948)
- The Heiress - (1949)
- The Holly and the Ivy - (1952)
- The Sound Barrier - (1952)
- Home at Seven - (1952)
- Outcast of the Islands - (1952)
- Richard III - (1955)
- Smiley - (1956)
- A Passionate Stranger - (1957)
- Our Man in Havana - (1959)
- Oscar Wilde - (1960)
- Exodus - (1960)
- Long Day's Journey Into Night - (1962)
- The 300 Spartans - (1962)
- Shakespeare: Soul of an Age - (1962)
- Woman of Straw - (1964)
- Doctor Zhivago - (1965)
- Khartoum - (1966)
- The Wrong Box - (1966)
- The Bed Sitting Room - (1969)
- A Run on Gold - (1969)
- Oh! What a Lovely War - (1969)
- Battle of Britain - (1969)
- The Looking Glass War - (1969)
- Whoever Slew Auntie Roo? - (1971)
- Alice's Adventures in Wonderland - (1972)
- Tales from the Crypt - (1972)
- Eagle in a Cage - (1972)
- Lady Carline Lamb - (1972)
- A Doll's House - (1973)
- O Lucky Man! - (1973)
- Rollerball - (1975)
- Watership Down - (1978)
- Time Bandits - (1981)
- Dragonslayer - (1981)
- Greystoke: The Legend of Tarzan, Lord of the Apes - (1984)
- Give My Regards to Broad Street - (1984)
- Invitation to the Wedding - (1985)